# Вілінг
Вілінг (англ. Wheeling) — місто (англ. city) в США, в округах Огайо і Маршалл штату Західна Вірджинія. Окружний центр округу Огайо. Населення — 27 052 особи (2020). Згідно з даними перепису 2000 року, населення агломерації міста становило 153 172.

## Географія
Вілінг розташований за координатами 40°4′26″ пн. ш. 80°41′43″ зх. д. / 40.07389° пн. ш. 80.69528° зх. д. (40.073906, -80.695370).  За даними Бюро перепису населення США в 2010 році місто мало площу 41,47 км², з яких 35,72 км² — суходіл та 5,76 км² — водойми.

## Демографія
Згідно з переписом 2010 року, у місті мешкало 28 486 осіб у 12 816 домогосподарствах у складі 6949 родин. Густота населення становила 687 осіб/км².  Було 14661 помешкання (354/км²).
Расовий склад населення:
| - 91,2 % — білих - 5,1 % — чорних або афроамериканців - 0,9 % — азіатів - 0,2 % — корінних американців |

До двох чи більше рас належало 2,4 %. Частка іспаномовних становила 0,9 % від усіх жителів.
За віковим діапазоном населення розподілялося таким чином: 18,5 % — особи молодші 18 років, 60,9 % — особи у віці 18—64 років, 20,6 % — особи у віці 65 років та старші. Медіана віку мешканця становила 45,2 року. На 100 осіб жіночої статі у місті припадало 88,4 чоловіків;  на 100 жінок у віці від 18 років та старших — 85,2 чоловіків також старших 18 років.
Середній дохід на одне домашнє господарство  становив 56 028 доларів США (медіана — 36 989), а середній дохід на одну сім'ю — 75 943 долари (медіана — 57 077). Медіана доходів становила 40 570 доларів для чоловіків та 32 062 долари для жінок. За межею бідності перебувало 18,3 % осіб, у тому числі 26,9 % дітей у віці до 18 років та 14,5 % осіб у віці 65 років та старших.
Цивільне працевлаштоване населення становило 12 529 осіб. Основні галузі зайнятості: освіта, охорона здоров'я та соціальна допомога — 26,9 %, роздрібна торгівля — 14,2 %, мистецтво, розваги та відпочинок — 12,9 %.

## Відомі особистості
- Ларрі Віт (1876—1963) — американський актор
- Вірджинія Фокс (1902—1982) — американська акторка
- Девід Маккінлі (* 1947) — американський політик.